# Achy
 Achy  es una comuna y población de Francia, en la región de Picardía, departamento de Oise, en el distrito de Beauvais y cantón de Marseille-en-Beauvaisis. Está integrada en la Communauté de communes de la Picardie Verte .

## Demografía
| 259 | 235 | 251 | 266 | 319 | 288 |
| Para los censos de 1962 a 1999 la población legal corresponde a la población sin duplicidades (Fuente: INSEE [Consultar]) |     |     |     |     |     |